# 597
Évszázadok: 5. század – 6. század – 7. század
Évtizedek: 540-es évek – 550-es évek – 560-as évek – 570-es évek – 580-as évek – 590-es évek – 600-as évek – 610-es évek – 620-as évek – 630-as évek – 640-es évek
Évek: 592 – 593 – 594 – 595 –  596 – 597 – 598 – 599 – 600 – 601 – 602

## Események

### Bizánci Birodalom
- Az idős és beteg Maurikiosz császár megírja végrendeletét, melyben birodalma keleti felét idősebb fiára, Theodoszioszra hagyja, míg kisebbik fia, Tiberiosz a nyugati exarchátusokat (Itália és Afrika) kapja, hogy Rómából irányítsa őket.
- Az avarok meglepetésszerű támadást intéznek a bizánciak ellen. Priszkosz balkáni seregét beszorítják Tomiszba, ahol ostrom alá veszik őket.

### Európa
- Meghal Fredegund, a 13 éves II. Chlothar neustriai király anyja és régense, Brünhilda austrasiai királyné régi ellenlábasa.
- Meghal Ceol, Wessex királya. Mivel fia, Cynegils még túl fiatal, a trónt öccse, Ceolwulf örökli.
- Augustinus és negyven misszionárius társa megérkezik Angliába. Æthelberht kenti király frank felesége, Bertha hatására megkeresztelkedik és Canterburyben birtokot bocsát Augustinus rendelkezésére, ahol az bencés kolostort és iskolát (amely azóta is folyamatosan működik) alapít. Karácsonykor a hittérítők tízezer pogány szászt keresztelnek meg.
- Iona szigetén meghal Szent Columba, aki sokat tett azért, hogy a kereszténység elterjed Skóciában.

## Halálozások
- Június 9. – Szent Columba, ír hittérítő
- Ceol, wessexi király
- Fredegund, frank királyné[1]
- Cse-ji, a buddhizmus tientaj iskolájának alapítója

## Fordítás
- Ez a szócikk részben vagy egészben  a(z)   597 című angol Wikipédia-szócikk ezen változatának fordításán alapul.  Az eredeti cikk szerkesztőit annak laptörténete sorolja fel. Ez a jelzés csupán a megfogalmazás eredetét és a szerzői jogokat jelzi, nem szolgál a cikkben szereplő információk forrásmegjelöléseként.